# 하류인생
《하류인생》은 2004년에 개봉된 대한민국의 영화이다. 이 영화는 제61회 베니스 영화제 경쟁 부문에 초청 되었다.

## 캐스팅
- 조승우 : 최태웅 역
- 김민선 : 박혜옥 역
- 김학준 : 오상필 역
- 유하준 : 박승문 역
- 기정수 : 박일원 역
- 마두영 : 신명 역
- 남우성 : 명동파 보스 역
- 김봉수 : 송두수 역
- 김도윤 : 진병삼 역
- 남궁호 : 팔선 역
- 구성환 : 춘식 역
- 문정희 : 홍수비 역
- 남문철 : 김 의원 역
- 박태경 : 정필구 의원 역
- 하상원 : 산부인과 의사 역
- 정수영 : 상필 부인 역
- 김선화 : 정보부장 부인 역
- 황춘하 : 천만관 역
- 신준범 : 살모사 역
- 손경원 : 서기 역
- 김수용 : 명동파 1 역
- 김진혁 : 명동파 3 역
- 손병욱 : 명동파 4 역
- 서왕석 : 명동파 8 역
- 김정태 : 군납업자 1 역
- 강영구 : 군납업자 2 역
- 오유진 : 친목회 여비서 역
- 염철호 : 기도 주임 역
- 한창현 : 민 과장 역
- 이황의 : 형사 1 역
- 최민철 : 형사 2 역
- 임세호 : 정보부 요원 1 역
- 이재룡 : 정보부 요원 2 역
- 강필석 : 정보부 요원 3 역
- 곽인호 : 기조실장 역
- 김정석 : 순경 1 역
- 태인호 : 떡대 친구 1 역
- 박선웅 : 친목회 직원 1 역
- 김도신 : 택시기사 역
- 전병욱 : 태진 직원들 2 역
- 방중현
- 이혜영 : 태웅 모 역 (특별출연)
- 김영빈 : 태웅에게 호기부리는 남자 역 (특별출연)
- 배장수 : 영화제작자 역 (특별출연)
- 김홍준 : 파출소 바닥에서 전화거는 비굴남 역 (특별출연)
- 김성룡 (특별출연)
- 이지승 (특별출연)

## 제작 팀
- 감독 임권택
- 제작 이태원
- 음악 신중현
- 촬영 정일성